# 弗拉基米爾·亞歷山德羅維奇·基斯利欽
弗拉基米爾·亞歷山德羅維奇·基斯利欽（俄语：Влади́мир Алекса́ндрович Кисли́цын；1883年1月9日—1944年5月18日），俄羅斯帝國陸軍將領，在俄國內戰期間屬於保皇派白軍。他曾担任满洲帝国俄罗斯人移民局主席。

## 生平
基斯利欽出身於軍人家庭，其父曾為海軍上將；早年於敖德薩軍事學院、桑多梅日的軍官訓練班學習，畢業後進入俄國陸軍中服役，曾參加日俄戰爭。基斯利欽在一次大戰期間曾擔任第11龍騎兵中隊指揮官，1916年時晉升為上校；在戰爭期間曾數次負重傷，並獲頒各類勳章。
1918年，基斯利欽被任命為第3騎兵師師長，駐兵烏法，後又出任烏克蘭國所屬的第3騎兵軍軍長。次年，短命的烏克蘭國被烏克蘭人民共和國合併，基斯利欽轉至控制北方的白軍領袖葉夫根尼·米勒部下，擔任烏法騎兵師第2旅旅長、烏法第2騎兵師師長等，協同高爾察克的西伯利亞白軍作戰。
當高爾察克在1920年失敗後，基斯利欽率殘部撤往西伯利亞，他曾參加了著名的西伯利亞冰雪大行軍，之後前往中國，寓居哈爾濱。並持續支持留在外貝加爾地區的白軍領袖格里戈里·謝苗諾夫作戰，直到1922年失敗為止。
基斯利欽在哈爾濱以擔任牙醫、警官為生；也是「正統派」（легитимисты）保皇黨人的領袖之一，他們擁護基里爾·弗拉基米洛維奇大公出任羅曼諾夫家族的繼承人；作為回報，基斯利欽也在1928年時被基里爾大公晉升為將軍。在滿洲國時期，基斯利欽曾擔任日本關東軍支持的「滿洲俄國移民局」的主席；他的回憶錄也刊行於俄羅斯法西斯黨機關報《吾人之路》之上。
基斯利欽於1944年5月18日逝世，後安葬於哈爾濱。